# 瑞士热门音乐榜
瑞士热门音乐榜（德語：Schweizer Hitparade）是瑞士的音乐销售榜单，记录了瑞士境内销量最高的单曲和专辑。
榜单包括：
- 75强单曲榜（1968年开始发布）
- 百强专辑榜（1963年开始发布）
- 25强合辑榜
- 30强流媒体榜